# توبي تيديلا
تيميتوب كريستوفر تيديلا، المعروف باسم توبي تيديلا، هو ممثل ومنتج نيجيري. حصل على العديد من الجوائز عن عمله مثل جائزة أفريقيا ماجيك للمشاهدين وجائزة نيجيريا للترفيه وجائزة نوليوود للأفضل وجائزة أفلام نوليوود.

## النشأة والتعليم
ولد تيديلا في لاغوس كأول طفل لوالديه. وهو منحدرة من ولاية إكيتي. التحق بكلية لاغوس ستيت النموذجية في لاغوس لتعليمه الثانوي، وحصل على شهادة في الاتصال الجماهيري من جامعة لاغوس.

## حياته المهنية
أثناء دراسته في جامعة لاغوس، تم اختيار تيديلا في أول ظهور له على الشاشة في دور جوليان في السلسلة التلفزيونية العائلية «حافة الجنة» ثم توقف عن التمثيل لفترة من أجل التركيز على دراسته؛ أثناء وجوده في المدرسة، وبعد التخرج بفترة وجيزة عمل كشخصية على الهواء في أونيلاج إف إم. عاد للضوء في دور لالا وهو أول دور قيادي له في الفيلم الطويل ميل من المنزل. وبعدها عما تيديلا كمذيع أخبار في إن تي إيه، كما عمل في العديد من العروض المسرحية البارزة.
لقد برز بعد أن لعب الدور الرئيسي في فيلم الدراما الحائز على جائزة عام 2013 «ميل من المنزل».

## عمل اخر
في عام 2016 تم تعيين تيديلا سفيرًا من قبل الحقوق العالمية - منظمة دولية لحقوق الإنسان - لبدء حملة لإنهاء العنف الجنسي في البلاد.

## أعماله
- 2018 : نعمة الضربة القاضية